# Al Michaels

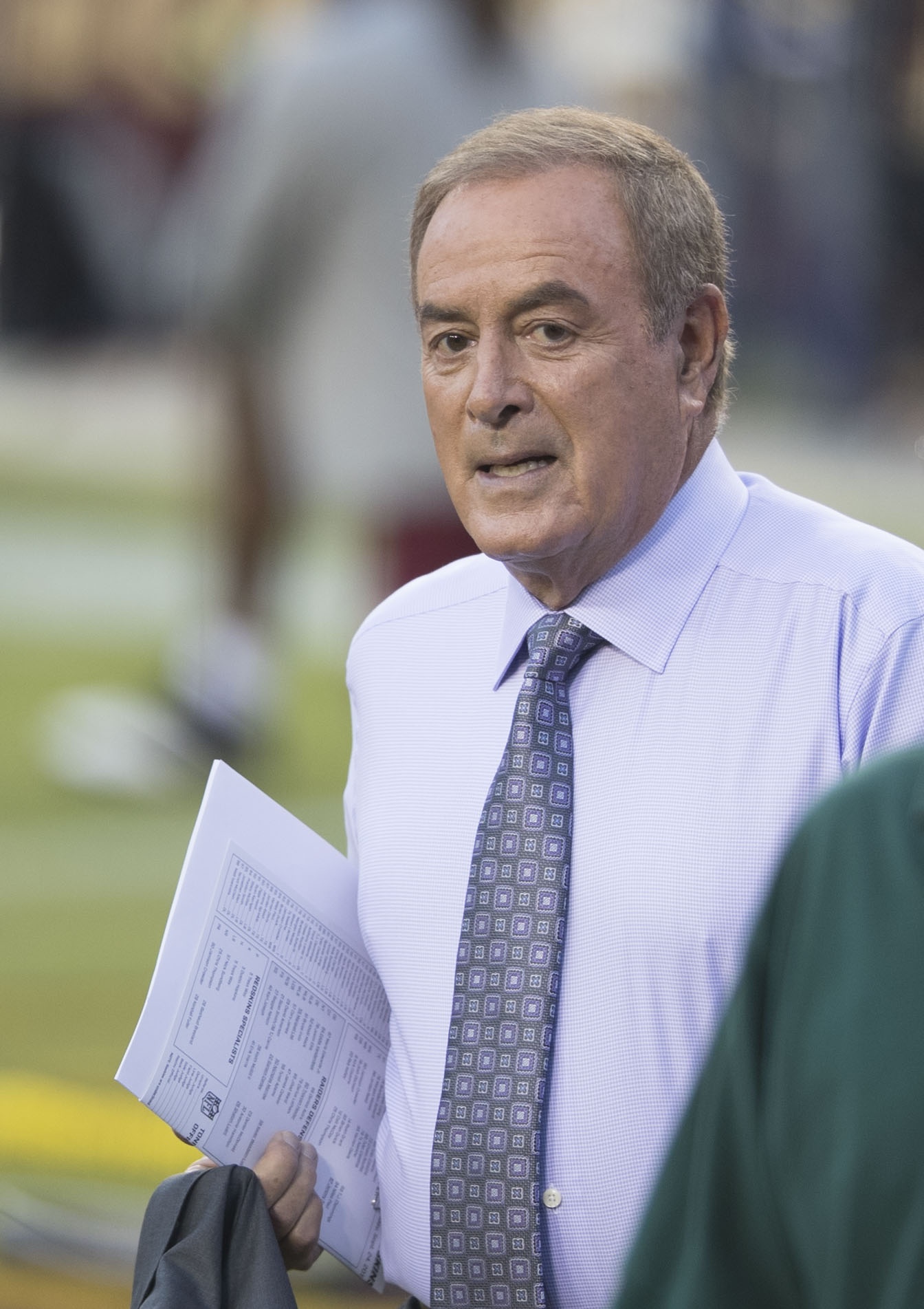
Alan Michaels im September 2017

Alan Richard „Al“ Michaels (* 12. November 1944) ist ein US-amerikanischer Sportreporter. Er kommentiert seit über drei Jahrzehnten verschiedene Sportarten. Als Einziger hat er mit dem Super Bowl, dem Stanley Cup, den World Series und den NBA Finals die Endspiele bzw. die Entscheidungsspiele der vier größten amerikanischen Sportligen kommentiert. Er war außerdem der Kommentator des Miracle on Ice, eines Eishockeyspiels zwischen den USA und der Sowjetunion während der Olympischen Winterspiele 1980.
Nach einer fast drei Jahrzehnte dauernden Beschäftigung bei ABC, genauer von 1977 bis 2006, ist er seit 2006 bei NBC. Al Michaels ist einer der bekanntesten und beliebtesten Sportreporter der USA und hat daher in vielen Sportfilmen sich selbst gespielt und war Kommentator der Videospielreihe Madden NFL.

## Kommentierte Ereignisse (Auswahl)
- World Series: 1972, 1979, 1981, 1983,  1985, 1987, 1989[3]
- Stanley Cup: 1993,[3] 2000–2002
- Super Bowl: 1988, 1991, 2000, 2003, 2006, 2009, 2012,[2] 2015, 2018
- NBA Finals: 2004, 2005[2]
- Olympische Spiele: 1972, 1980–88 (Eishockey bei den Winterspielen), 1984 (Leichtathletik und Radrennen bei den Sommerspielen), 2010 (Moderator bei den Winterspielen)[1]
- Sonstiges: Monday Night Football (1986–2005), Sunday Night Football (seit 2006),[4] Sugar Bowl (1989–1992), Thursday Night Football (seit 2022)

## Belege
1. 1 2  Biografie von Al Michaels (Memento des Originals vom 7. Januar 2011 im Internet Archive)  Info: Der Archivlink wurde automatisch eingesetzt und noch nicht geprüft. Bitte prüfe Original- und Archivlink gemäß Anleitung und entferne dann diesen Hinweis., NBC
2. 1 2 3  Michaels in der IMDb
3. 1 2  Biografie von Michaels (Memento vom 13. November 2006 im Internet Archive), USA Today
4. ↑  Biografie (englisch, Archivlink)

| Personendaten    | Personendaten                               |
| ---------------- | ------------------------------------------- |
| NAME             | Michaels, Al                                |
| ALTERNATIVNAMEN  | Michaels, Alan Richard (vollständiger Name) |
| KURZBESCHREIBUNG | US-amerikanischer Sportreporter             |
| GEBURTSDATUM     | 12. November 1944                           |